# Health Education Research
Health Education Research — це рецензований академічний науковий журнал, який виходить раз на два місяці і присвячений питанням медичної освіти.
Health Education Research був заснований у 1986 році та видається науковим видавництвом Oxford University Press.
Головний редактор — Майкл Еріксен (Університет штату Джорджія).
Відповідно до Journal Citation Reports, імпакт-фактор журналу 2023 року становить 2,4.

## Про журнал
Публікуючи оригінальні реферовані статті, Health Education Research займається всіма життєво важливими питаннями, пов’язаними з медичною освітою, забезпечуючи цінний зв’язок між дослідницькими та практичними спільнотами медичної освіти.
Дослідження з питань медико-санітарної освіти надають найвищий пріоритет оригінальним дослідженням, зосередженим на освіті та сприянні здоров’ю, зокрема інтервенційним дослідженням із надійним дизайном досліджень.